# Caterina Jagellona
Caterina Jagellona, (in polacco Katarzyna Jagiellonka) (Cracovia, 1º novembre 1526 – Stoccolma, 16 settembre 1583), era figlia del re Sigismondo I Jagellone e Bona Sforza. Moglie di Giovanni III di Svezia, fu regina consorte di Svezia dal 1569 fino alla morte.

## Biografia
Caterina era la figlia più giovane del re Sigismondo I Jagellone, e della sua seconda moglie, Bona Sforza. Dopo la morte di suo padre nel 1548, lei e le sue sorelle, Anna e Sofia si trasferirono in Masovia con la loro madre. Dopo la partenza della madre in Italia nel 1558, vissero lì da sole. Le sorelle non erano vicine al fratello Sigismondo II Augusto. Secondo gli storici Caterina parlava italiano e latino, ed è stata descritta come la più attraente tra le sorelle.

### Matrimonio
Tra i suoi pretendenti c'erano il duca Alberto di Prussia, l'arciduca Ferdinando II d'Austria e lo zar Ivan IV di Russia. Un'alleanza svedese-polacco era stata suggerita già nel 1526, tra la sua sorellastra Edvige e il re Gustavo I di Svezia, e nel 1555 fu proposto un matrimonio tra lei e il principe ereditario Eric o suo fratello Giovanni. Nel 1560, Giovanni riprese i negoziati di sua iniziativa e senza il consenso di Eric.
Il 4 ottobre 1562, Caterina si sposò nel castello di Vilnius, Lituania, con il duca Giovanni di Finlandia, secondo figlio di Gustavo I Vasa. Giovanni non aveva ricevuto il permesso da parte del fratello Erik XIV per l'unione, ci furono, quindi, tensioni fra loro, dal momento che Giovanni perseguì una politica estera indipendente. Il matrimonio è stata celebrato con una cerimonia cattolica. Caterina portò un grande seguito e beni di lusso, ma in realtà la sua dote e eredità non fu mai ricevuta.

### Duchessa di Finlandia

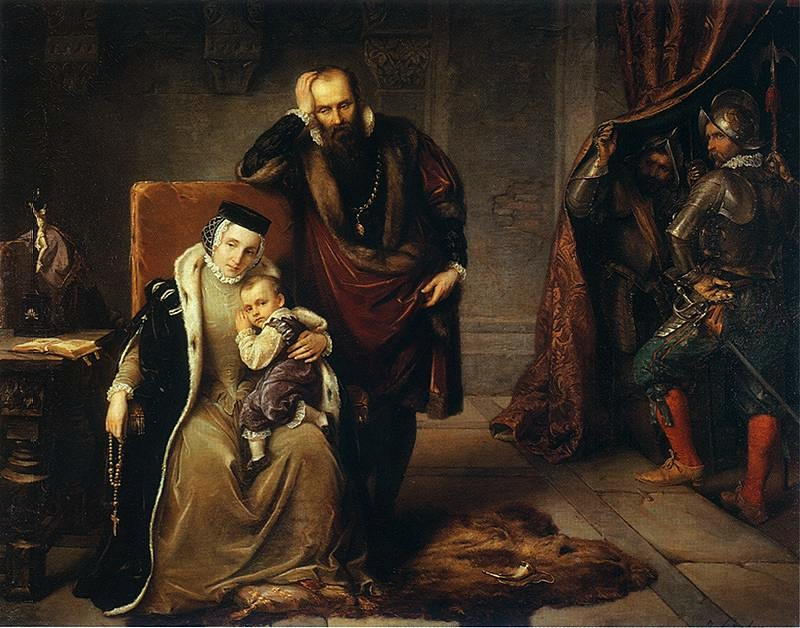
Caterina e suo marito in prigione, di Józef Simmler

La coppia visse nel castello di Turku, in Finlandia. Eric XIV, infine decise di dichiarare guerra al fratello. Erik mandò 10.000 uomini per prendere il castello, dove Giovanni e Caterina si rifugiarono. Il 12 agosto 1563, il castello capitolò; Caterina e suo marito furono incarcerati nel castello di Gripsholm.
Erik XIV si offrì di permettere a Caterina di tornare in Polonia, ma scelse di seguire suo marito in prigione. Chiese che la maggior parte del suo entourage venisse mandata a casa, tenendo solo alcune dame polacche tra cui Dorothea Ostrelska. Durante la prigionia, Caterina diede alla luce tre figli:
- Isabella (1564-1566)
- Sigismondo (20 giugno 1566-30 aprile 1632)
- Anna (17 maggio 1568-26 febbraio 1625)

Nell'ottobre del 1567, Giovanni ed Erik si riconciliarono, e la coppia fu rilasciata. Caterina e Giovanni furono liberati nel 1568. L'ex pretendente di Caterina, lo zar Ivan, era in trattative con Erik nella speranza di separarla da Giovanni e portarla in Russia per sposarla. Secondo l'opinione popolare, questa discussione è stata una delle ragioni della crescente insoddisfazione del popolo svedese nei confronti di Erik XIV. Il re Erik accettò di consegnare Caterina a Ivan, ma il re svedese fu deposto prima che Caterina potesse essere mandata via. Quando suo fratello Giovanni gli succedette, il problema scomparve. Caterina era a Vadstena durante la ribellione.
Un'altra ragione che agitò la nobiltà contro Erik XIV e li spinse a incoraggiare la ribellione del duca Giovanni e dei suoi fratelli, fu il matrimonio di Erik con Karin Månsdotter, che la nobiltà considerava un insulto. Caterina ebbe un ruolo nella ribellione: era un'amica di Ebba Månsdotter, che aveva una posizione influente all'interno della nobiltà, e fu anche direttamente contattata da Pontus De la Gardie, che fece appello a lei per convincere l'indeciso Giovanni ad unirsi alla ribellione contro il Re in segno di protesta contro il suo matrimonio scandaloso.
Dopo la caduta di Stoccolma, fece il suo ingresso in città in una grande processione al 7 novembre 1568.

### Regina consorte

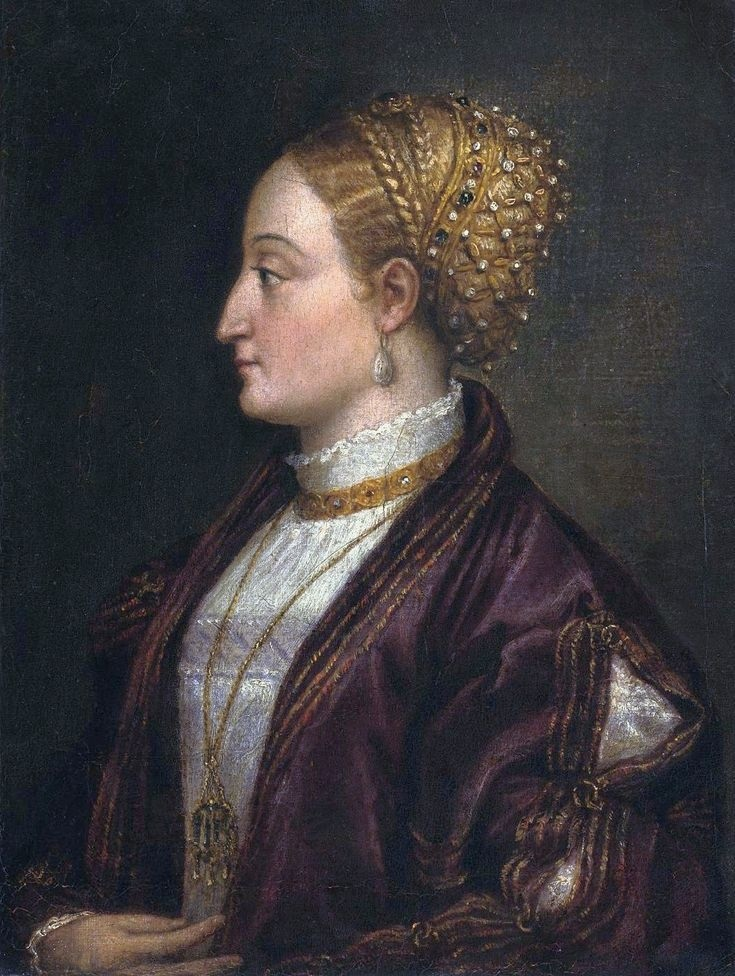
Ritratto di Catherine Jagiellone con snood di perle, 1560 circa, cerchia di Tiziano

Caterina fu incoronata regina di Svezia nella primavera del 1569. La sua relazione con Giovanni III continuò ad essere molto buona durante la sua vita, e non vi sono storie extraconiugali conosciute da entrambe le parti. Aveva la sua cappella e il suo seguito cattolico, tra cui diversi monaci e preti, che scioccarono i protestanti. La sua corte era diretta da Karin Gyllenstierna. Suo cognato, il futuro Carlo IX la menzionò nella sua cronaca quando descrisse re Giovanni: "La sua principessa era piena di virtù e pietà, tuttavia la sua fede veniva da Roma".
Caterina influenzò la politica di suo marito, in particolare nelle faccende che riguardavano il cattolicesimo e la controriforma.
Lo stesso anno in cui divenne regina, il suo coadiutore polacco Martin Kromer la incoraggiò a convertire Giovanni III al cattolicesimo. Lei rispose che lei era disposta, ma che il monarca e il popolo non l'avrebbero accettata. Il cardinale Commendone chiese a sua sorella, la regina polacca Anna Jagellona, di sostenerla nel suo incarico politico-religioso, e attraverso Anna, prese contatto con la curia papale a Roma. Sorse un conflitto tra Caterina e Papa Pio V dopo che si seppe che aveva ricevuto la comunione "sub utraque", qualcosa che era stato bandito nell'incontro del Tridente e da allora considerato un segno di eresia. Nel 1572, chiese due consiglieri papali e gli fu affidato il gesuita polacco Johan Herbst come suo confessore. Dal 1572, la regina Caterina fu in contatto diretto con il cardinale Stanislaus Hosius, il quale dichiarò che avrebbe servito come suo sostegno e alleato nel lavoro di controriforma in Svezia e nel suo messaggero al Papa. Nell'autunno del 1572, Caterina chiese la dispensa per avere il diritto di ricevere la comunione "sub utraque", oltre a ricevere certe dispense sul digiuno. Le sue richieste sono viste come un modo per Giovanni III di investigare fino a che punto la chiesa cattolica sarebbe disposta ad andare a introdurre una controriforma, poiché alcuni cambiamenti dovrebbero essere fatti per renderlo possibile. Giovanni III lanciò un nuovo ordine di chiesa chiamato "Il libro rosso". Questa era una forma di mescolanza tra protestantesimo e cattolicesimo che reintroduceva numerose usanze cattoliche nella vita cerimoniale della chiesa svedese, una delle quali era l'uso del latino, che suscitò molta opposizione e sfociò nella battaglia liturgica. La regina Caterina, la regina Anna, il cardinale Osio e il papa hanno negoziato per diversi anni su questo, e Caterina ha sottolineato che senza alcune dispense per la Svezia non sarebbe possibile una controriforma. Nel 1574, le fu data l'assoluzione e la dispensa per quanto riguarda il digiuno, ma quando il papa rifiutò la dispensa riguardante la comunione, si rifiutò di prendere la comunione del tutto.
Caterina e Giovanni III erano entrambi impazienti di avere il possesso della sua parte dell'eredità sforzesca dopo la morte della madre. La curia papale era disposta ad aiutarli in questo affare, ma poiché la sua eredità era situata nel Regno di Napoli, allora appartenente alla Spagna, il papa non ci riuscì. Durante il regno di Re Stefano Báthory in Polonia, la posizione di potere di Caterina in Svezia la mise in una situazione difficile.
Un altro interesse erano i diritti di suo figlio Sigismondo al trono polacco. Ha cresciuto entrambi i suoi figli nella fede cattolica, il che ha reso Sigismondo un buon candidato come monarca polacco. Tuttavia, dopo il 1569, la Polonia era diventata una monarchia elettiva.
Caterina fece inviare il figlio del deposto Erik XIV all'ordine dei Gesuiti in Polonia nel 1573. Nel 1576, mandò suo figlio ad essere educato dai gesuiti a Braunsberg. Accolse il gesuita norvegese Laurentius Nicolai da Roma e lo ospitò nell'ex convento francescano a Stoccolma, che era stato chiuso durante la Riforma, e gli permise di aprire lì una scuola cattolica (i protestanti invasero e chiusero la scuola nel 1583). Sostenne fortemente la vecchia abbazia di Vadstena, dove vivevano ancora le ultime suore e spesso le visitava. Un nuovo santuario fu fatto per le reliquie di Re Erik il Santo nella cattedrale di Uppsala. Nel 1582, ricevette l'ex regina, Karin Månsdotter, e fece in modo che i suoi gioielli confiscati le fossero restituiti.
Giovanni III nominò Caterina reggente di Svezia durante la minore età di suo figlio se dovesse morire mentre suo figlio era minorenne.

### Morte
Durante gli ultimi anni, Caterina soffrì di gotta. Morì a Stoccolma il 16 settembre 1583 e fu sepolto nella cripta reale della cattedrale di Uppsala.

## Ascendenza
|                        |                       |                           | Genitori                      |  |  | Nonni |  |  | Bisnonni               |  |  | Trisnonni            |  |
|                        |                       |                           |                               |  |  |       |  |  | Ladislao II di Polonia |  |  | Algirdas di Lituania |  |
|                        |                       |                           |                               |  |  |       |  |  | Ladislao II di Polonia |  |  | Algirdas di Lituania |  |
|                        |                       | Uliana di Tver'           |                               |  |  |       |  |  | Ladislao II di Polonia |  |  |                      |  |
| Casimiro IV di Polonia |                       |                           |                               |  |  |       |  |  | Ladislao II di Polonia |  |  |                      |  |
|                        |                       | Sofia Alšėniškė           | Andrea Alšėniškis             |  |  |       |  |  |                        |  |  |                      |  |
|                        |                       | Sofia Alšėniškė           | Andrea Alšėniškis             |  |  |       |  |  |                        |  |  |                      |  |
|                        |                       | Sofia Alšėniškė           | Aleksandra Druckaja           |  |  |       |  |  |                        |  |  |                      |  |
| Sigismondo I Jagellone |                       | Sofia Alšėniškė           |                               |  |  |       |  |  |                        |  |  |                      |  |
|                        |                       | Alberto II d'Asburgo      | Alberto IV d'Asburgo          |  |  |       |  |  |                        |  |  |                      |  |
|                        |                       | Alberto II d'Asburgo      | Alberto IV d'Asburgo          |  |  |       |  |  |                        |  |  |                      |  |
|                        |                       | Alberto II d'Asburgo      | Giovanna di Baviera-Straubing |  |  |       |  |  |                        |  |  |                      |  |
| Elisabetta d'Asburgo   |                       | Alberto II d'Asburgo      |                               |  |  |       |  |  |                        |  |  |                      |  |
|                        |                       | Elisabetta di Lussemburgo | Sigismondo di Lussemburgo     |  |  |       |  |  |                        |  |  |                      |  |
|                        |                       | Elisabetta di Lussemburgo | Sigismondo di Lussemburgo     |  |  |       |  |  |                        |  |  |                      |  |
|                        |                       | Elisabetta di Lussemburgo | Barbara di Cilli              |  |  |       |  |  |                        |  |  |                      |  |
| Caterina Jagellona     |                       | Elisabetta di Lussemburgo |                               |  |  |       |  |  |                        |  |  |                      |  |
|                        | Galeazzo Maria Sforza | Francesco Sforza          |                               |  |  |       |  |  |                        |  |  |                      |  |
|                        | Galeazzo Maria Sforza | Francesco Sforza          |                               |  |  |       |  |  |                        |  |  |                      |  |
|                        | Galeazzo Maria Sforza | Bianca Maria Visconti     |                               |  |  |       |  |  |                        |  |  |                      |  |
| Gian Galeazzo Sforza   | Galeazzo Maria Sforza |                           |                               |  |  |       |  |  |                        |  |  |                      |  |
|                        |                       | Bona di Savoia            | Ludovico di Savoia            |  |  |       |  |  |                        |  |  |                      |  |
|                        |                       | Bona di Savoia            | Ludovico di Savoia            |  |  |       |  |  |                        |  |  |                      |  |
|                        |                       | Bona di Savoia            | Anna di Cipro                 |  |  |       |  |  |                        |  |  |                      |  |
| Bona Sforza            |                       | Bona di Savoia            |                               |  |  |       |  |  |                        |  |  |                      |  |
|                        |                       | Alfonso II di Napoli      | Ferdinando I di Napoli        |  |  |       |  |  |                        |  |  |                      |  |
|                        |                       | Alfonso II di Napoli      | Ferdinando I di Napoli        |  |  |       |  |  |                        |  |  |                      |  |
|                        |                       | Alfonso II di Napoli      | Isabella di Taranto           |  |  |       |  |  |                        |  |  |                      |  |
| Isabella d'Aragona     |                       | Alfonso II di Napoli      |                               |  |  |       |  |  |                        |  |  |                      |  |
|                        |                       | Ippolita Maria Sforza     | Francesco Sforza              |  |  |       |  |  |                        |  |  |                      |  |
|                        |                       | Ippolita Maria Sforza     | Francesco Sforza              |  |  |       |  |  |                        |  |  |                      |  |
|                        |                       | Ippolita Maria Sforza     | Bianca Maria Visconti         |  |  |       |  |  |                        |  |  |                      |  |
|                        |                       | Ippolita Maria Sforza     |                               |  |  |       |  |  |                        |  |  |                      |  |